# Emmy Zehden
Emmy Zehden, Geburtsname Emmy Windhorst (* 28. März 1900 in Lübbecke; † 9. Juni 1944 in Berlin-Plötzensee) war eine deutsche Widerstandskämpferin gegen den Nationalsozialismus.

## Leben

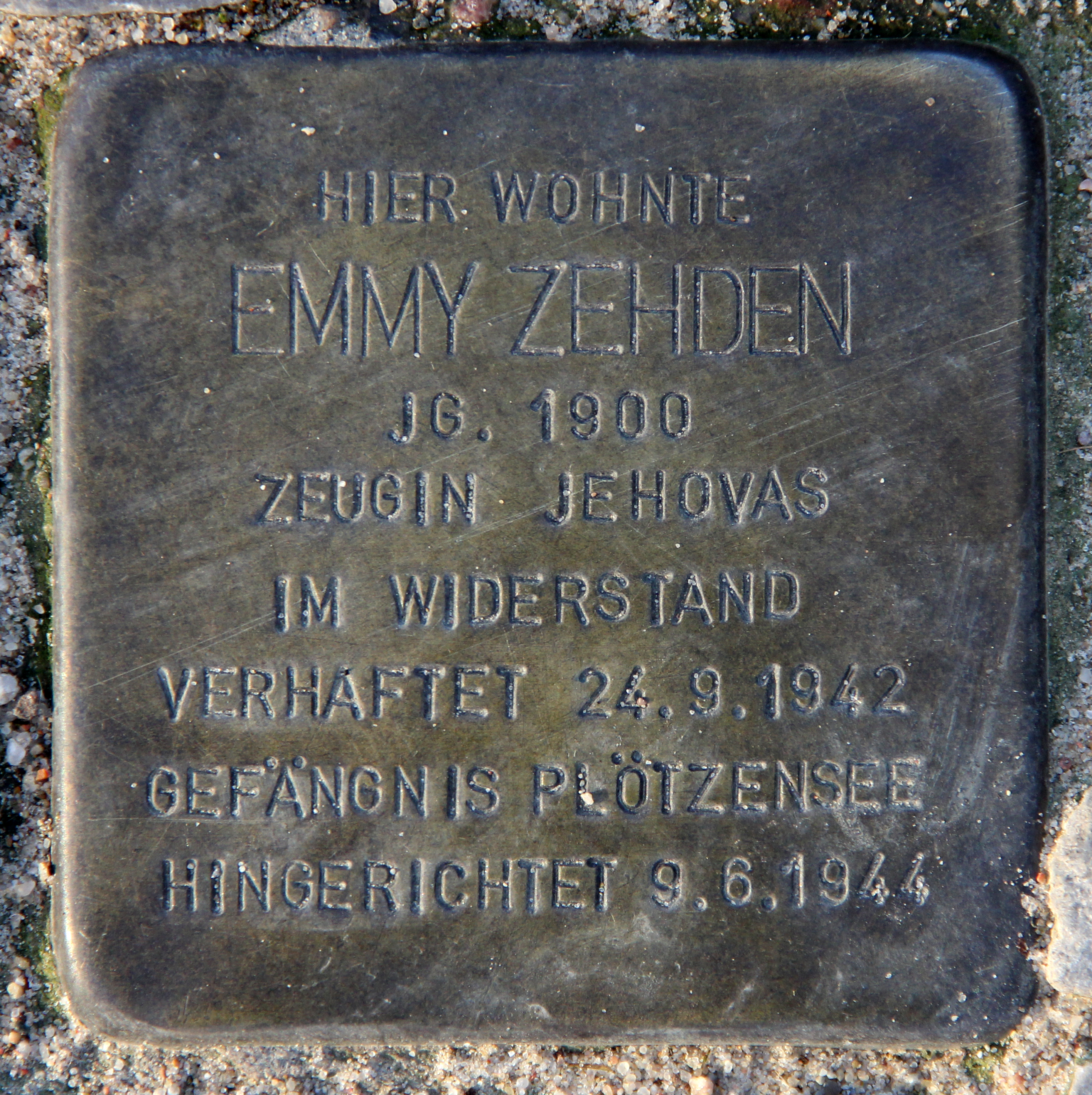
Stolperstein, Franzstraße 32, in Berlin-Wilhelmstadt

1926 heiratete sie den jüdischen Geschäftsmann Richard Zehden. Sie war von Beruf Zeitungsausträgerin. Als Mitglied der Vereinigung internationaler Bibelforscher, die sich später in Zeugen Jehovas umbenannten, gehörte sie einer Gruppe an, die mehrere vom Tode bedrohte Kriegsdienstverweigerer in einer Gartenlaube im Krielower Weg 25 in Berlin-Gatow verbargen. Zu dieser Gruppe gehörten auch das Gärtnerehepaar Muß und nach der Verhaftung von Richard und Emmy Zehden auch Liesbeth Seling.
Das Versteck, in dem sich zeitweise Horst-Günther Schmidt sowie der mit ihm befreundete Gerhard Liebold aus Rentzschmühle bei Greiz und später auch Werner Gassner aus Greiz verbargen, wurde von der Gestapo entdeckt. Daraufhin wurde das Ehepaar Zehden im September 1942 verhaftet. Richard Zehden hatte bereits früher neun Monate in Haft verbüßt. Er wurde in das Konzentrationslager Auschwitz verbracht, wo er umkam.
Emmy Zehden kam in das Frauengefängnis Barnimstraße in Berlin. Nach einer Verhandlung des „Volksgerichtshofs“ am 19. November 1943 wurde sie wegen Wehrkraftzersetzung in Verbindung mit landesverräterischer Begünstigung des Feindes zum Tode und zu lebenslangem Ehrverlust verurteilt. Trotz eines von ihr geschriebenen Gnadengesuchs wurde sie am 9. Juni 1944 im Strafgefängnis Berlin-Plötzensee von Wilhelm Röttger enthauptet.
Die Flüchtigen Gerhard Liebold und Werner Gaßner wurden vom Reichskriegsgericht in Berlin wegen Wehrkraftzersetzung zum Tode verurteilt und hingerichtet. Horst-Günther Schmidt wurde im Juni 1943 als Kurier in Danzig verhaftet. Die Gestapo überführte ihn in das Gefängnis Alexanderplatz in Berlin, später in das Untersuchungsgefängnis Moabit und danach in das Strafgefängnis Tegel. Am 30. November 1944 verurteilte ihn der 4. Senat des „Volksgerichtshofs“ wegen Wehrdienstentziehung, Wehrkraftzersetzung und illegaler Betätigung in der Internationalen Bibelforscher-Vereinigung zum Tode. Aus dem Zuchthaus Brandenburg-Görden wurde er am 27. April 1945 von sowjetischen Soldaten befreit.

## Ehrungen

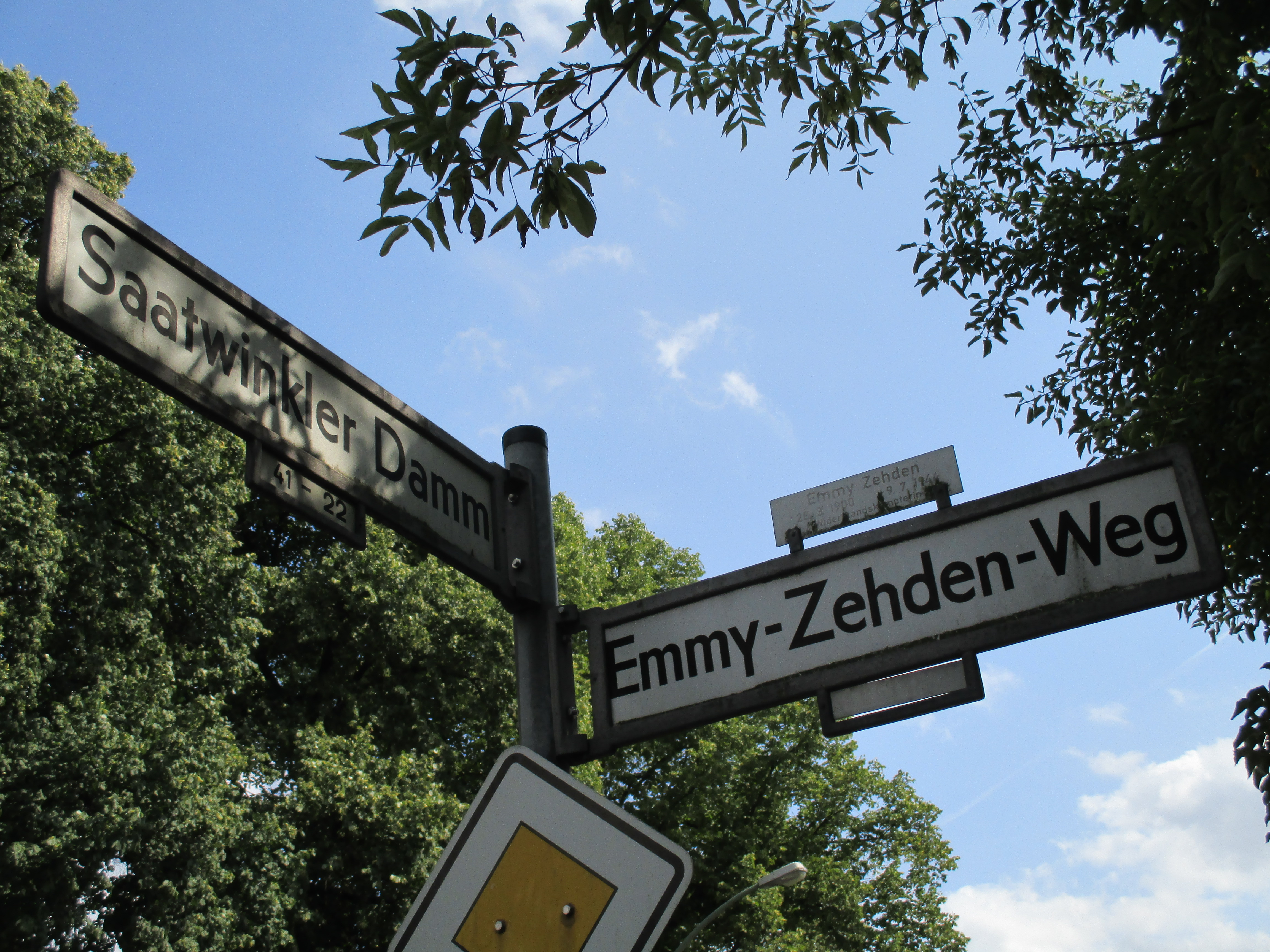
Straßennamensschild Emmy-Zehden-Weg in Berlin-Charlottenburg-Nord

Der Weg, der vom Saatwinkler Damm zur Hinrichtungsstätte Plötzensee führt, erhielt  1992 den Namen Emmy-Zehden-Weg.
Die Stadt Lübbecke benannte 2005 eine neue Straße in einem Bebauungsgebiet an der Hermannstraße nach der gebürtigen Lübbeckerin ebenfalls als Emmy-Zehden-Weg.
Im Oktober 2011 wurde vor dem Wohnhaus Franzstraße 32 in Wilhelmstadt ein Stolperstein verlegt, um an Emmy Zehden zu erinnern.